# SIPE
La bomba a mano tipo SIPE fu una bomba a mano italiana prodotta dalla Società Italiana Prodotti Esplodenti (SIPE) di Milano ed impiegata dal Regio Esercito durante la prima guerra mondiale. Adottata nel 1915, è la bomba più famosa della Grande Guerra, citata per esempio anche da Emilio Lussu nel libro Un anno sull'Altipiano. Rimase in servizio ben oltre la grande guerra, trovando addirittura impiego nei primi anni della seconda guerra mondiale.

## Tecnica
La  SIPE è una bomba a mano difensiva a frammentazione. Il corpo della bomba ha forma ovulare ed è realizzato in ghisa per fusione in conchiglia. L'involucro, le cui dimensioni variano a seconda della fonderia, è a frattura prestabilita, mentre il bocchino è lavorato e filettato. Sulla filettatura si avvita l'accenditore in ottone, ma anche in piombo o in zamak. Detto accenditore è costituito da un tappo filettato con un cannello centrale; nel cannello si inserisce la miccia, che verso l'esterno termina nella capocchia fosforosa d'innesco, mentre verso l'interno è collegata ad un detonatore, annegato nella carica esplosiva. La capocchia è protetta da un tappino nello stesso materiale dell'accenditore, al quale è avvitato. La carica è costituita da 70 grammi di polvere nera o 65 grammi di siperite.
Per l'innesco dell'ordigno, dopo aver svitato il tappino di protezione, si sfregava la capocchia contro l'apposito accenditore o, in caso di forte umidità, si accendeva direttamente da fiamma libera o da un sigaro. La miccia aveva una durata di 7 secondi circa, tempo che permetteva il lancio in sicurezza a circa 35-40 metri di distanza. Il raggio di azione era di 35 metri circa.
Nel celebre libro di memorie “Un anno sull’Altipiano” troviamo una descrizione dell’uso di questa bomba a mano:
Per coprire il rumore del ripiegamento, feci sparare una bomba a mano. Il soldato che mi stava più vicino accese una Sipe, ne controllò, calmo, l’accensione, nella mano, scattò dritto in piedi e la lanciò alta, perché non fosse fermata dagli alberi. La bomba scoppiò bene, cadendo dall’alto, con un fragore che la foresta rese più cupo. Le schegge si dispersero con sibili stridenti: un miagolio di gatti.

## Varianti
- "Gallina", dal nome dell'inventore, ha lo stesso corpo bomba della  SIPE, dalla quale differisce per l'accenditore a percussione; strappando la coppiglia tramite l'apposito nastro, si libera il percussore che si abbatte su una capsula, che accende una miccia da 6 secondi. Ordinata in 50.000 pezzi all'"Officina di costruzione d'artiglieria di Torino" (OCT) nel 1917, oggi è difficile da reperire sul mercato collezionistico.
- "Strazza speroni", prodotta in soli 5.000 esemplari nel 1918 a scopi valutativi dall'omonima ditta milanese; anche questa si distingue dal primo modello per l'accenditore a scatto e ritardo pirotecnico.